# Hilal al-Sahil Sports Club
Pour les articles homonymes, voir Al Hilal.
Maillots
Actualités
Hilal al-Sahil Sports Club (en arabe : نادي هلال الساحل الرياضي), plus couramment abrégé en Hilal al-Sahil, est un club soudanais de football fondé en 1937 et basé dans la ville de Port-Soudan.

## Palmarès
| Compétitions nationales                                                                          |
| ------------------------------------------------------------------------------------------------ |
| - Championnat du Soudan (1) : - Champion : 1992. - Coupe du Soudan : - Finaliste : 1991 et 1995. |

## Entraîneurs du club
- Rami Abdallah